# Ōta Sukeyoshi (1739-1805)
Ōta Sukeyoshi est un nom japonais traditionnel ; le nom de famille (ou le nom d'école), Ōta, précède donc le prénom (ou le nom d'artiste).
Ōta Sukeyoshi (太田 資愛) (1739 - 17 mars 1805) est le 2e daimyō du domaine de Kakegawa dans la province de Tōtōmi, (actuelle préfecture de Shizuoka)  au milieu de l'époque d'Edo de l'histoire du Japon et un fonctionnaire de haut rang au sein du shogunat Tokugawa.

## Biographie
Ōta Sukeyoshi est le deuxième fils d'Ōta Suketoshi, daimyō du domaine de Kakegawa. Du temps du shogun Tokugawa Ieharu, il est nommé sōshaban (« maître des cérémonies ») en 1768 et jisha-bugyō en 1755. Il accède à la position de wakadoshiyori (conseiller adjoint) en 1781. En tant que daimyō de Kakegawa, il invite le fameux érudit néo-confucéen Matsuzaka Kōdō à résider dans son domaine. En 1789, Sukeyoshi est nommé kyoto shoshidai, représentant officiel du shogunat à la cour à Kyoto. En 1793, Sukeyoshi devient rōjū (conseiller principal) du jeune shogun Tokugawa Ienari, position qu'il occupe jusqu'en 1801. 
Sukeyoshi meurt le 17 mars 1805. Sa tombe se trouve au Myōhokke-ji, temple du clan Ōta situé à Mishima dans la préfecture de Shizuoka.